# Pocosin Lakes National Wildlife Refuge
Le Pocosin Lakes National Wildlife Refuge est une aire protégée américaine située dans les comtés de Hyde, Tyrrell et Washington, en Caroline du Nord. Ce National Wildlife Refuge de 462,03 km2 a été fondé en 1963. Il est remarquable par son importante concentration d'ours noirs.

## Galerie

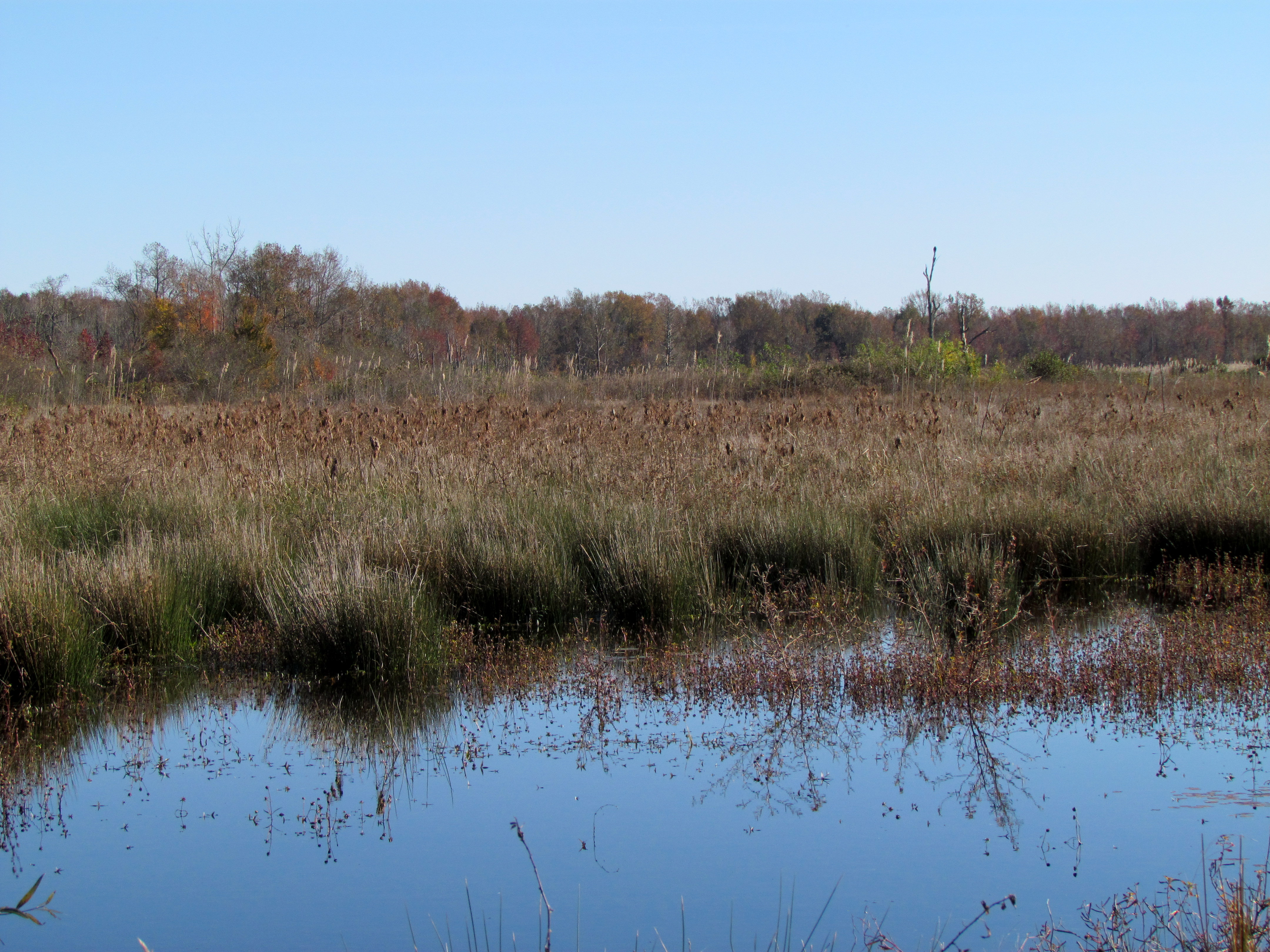
Lac Pungo
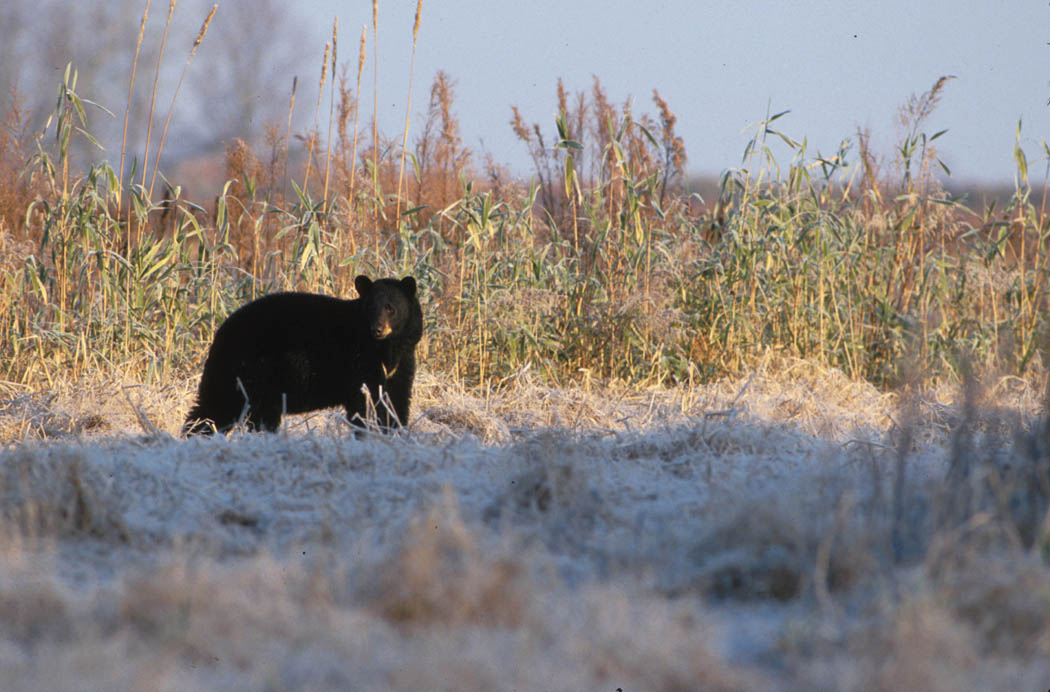
Ours noir
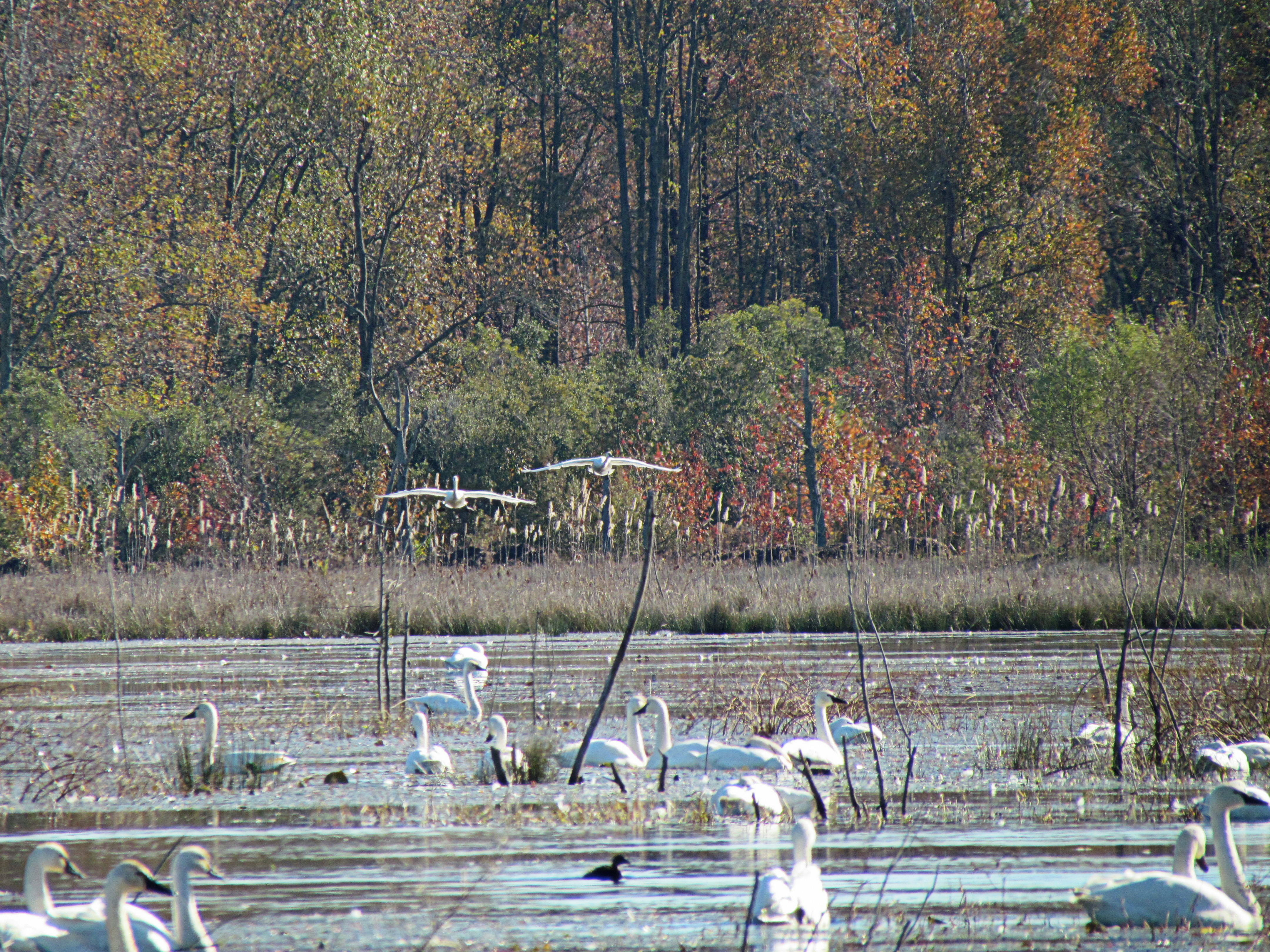
Cygnes
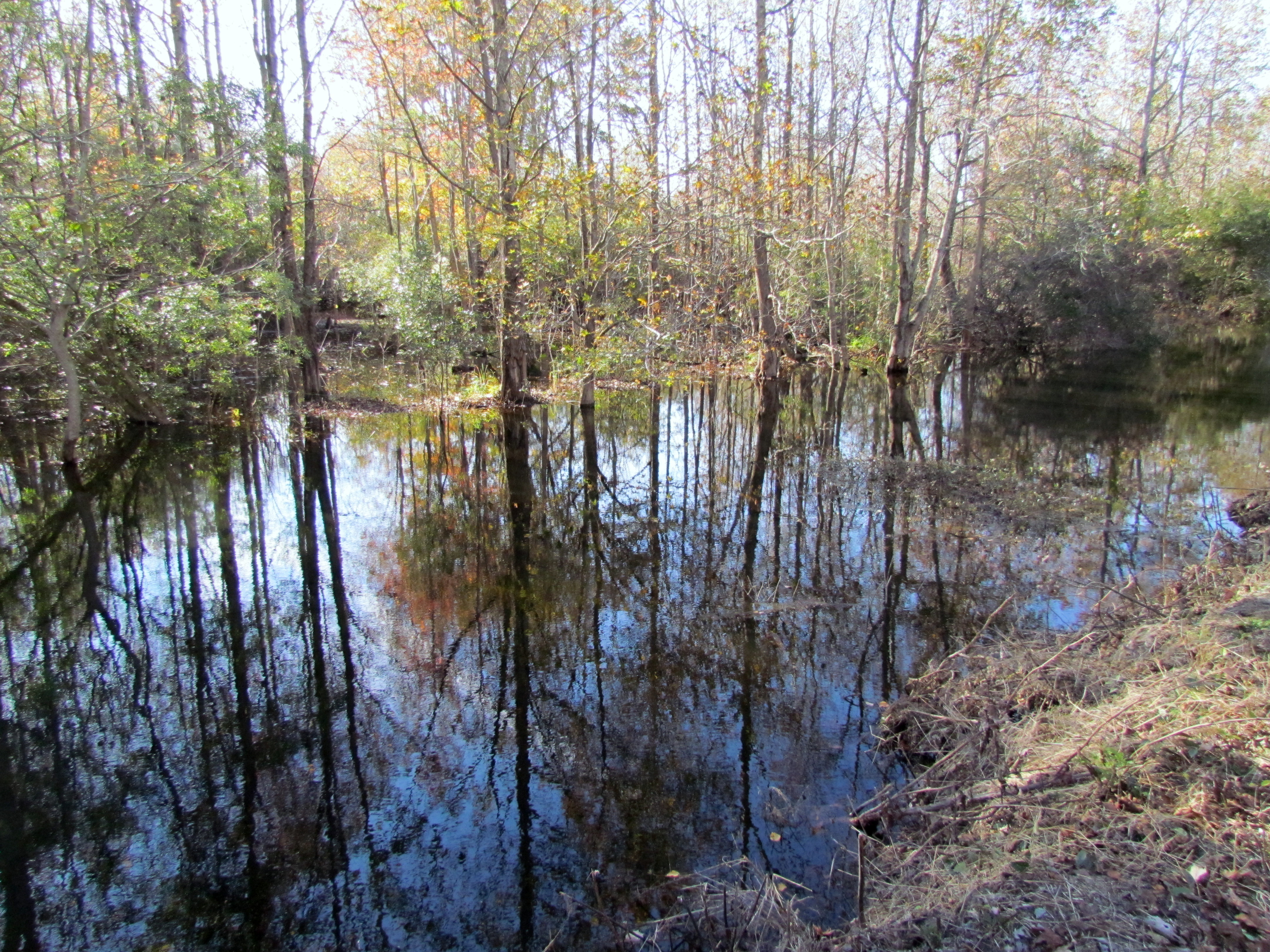
Réflexion des arbres sur le lac